# Edmond Pellissier de Reynaud
Edmond Pellissier de Reynaud, né le 1er janvier 1798 à Tournon-sur-Rhône et mort le 16 mai 1858 à Paris, est un officier et diplomate français, aussi historien, explorateur et écrivain, particulièrement connu pour son rôle au cours de la conquête de l'Algérie par la France.

## Biographie

### Origines et débuts professionnels
Issu de la noblesse de robe par son père Jean François Edmond Pellissier, magistrat, et de l'ancienne noblesse provençale par sa mère Ursule Jeanne Henriette de Reynaud, il obtient par ordonnance de Louis XVIII d'ajouter à son nom celui de sa mère.
Après un court passage à St-Cyr, il entre au Corps royal d'État-major dans lequel il obtient le grade de lieutenant en 1821.
La même année il épouse Marie Anne de Gengoult, fille du général de division et baron d'Empire Louis Thomas Gengoult.

### L'Algérie (1830-1842)
C'est en qualité d'officier d'État-major qu'il participe à l'expédition d'Alger de 1830.
En septembre, il est promu capitaine et devient aide-de-camp du général Voirol. En 1834, celui-ci, devenu commandant en chef par intérim, le nomme à la tête du bureau arabe d'Alger. Mais le successeur du général Voirol, le comte d’Erlon, supprime ce poste le 20 novembre 1835 et le remplace par celui d’agha des Arabes qu’il confie au lieutenant-colonel Marey-Monge.
Le général Damrémont, nommé gouverneur général de l’Algérie en 1837, désigne Pellissier de Reynaud comme Directeur des affaires arabes. C’est un poste de première importance ; il incombe à Pellissier de Reynaud de permettre aux populations européennes et algériennes de vivre dans la meilleure harmonie possible dans les territoires sous contrôle français. Le directeur des affaires arabes exerce son autorité sur tous les agents indigènes nommés par le gouverneur général : les caïds, cheikhs (chioukh), hakems, etc., tant en ce qui concerne la police, que l’administration du territoire qui leur est dévolu ; en outre, il est chargé d’entretenir des relations avec les tribus qui évoluent en dehors des zones sous domination française ; il joue là le rôle d’un indispensable agent de renseignement. En 1838, il est nommé chef d’escadron.
Il conserve ses attributions de directeur des affaires arabes jusqu’en 1839, date à laquelle il démissionne avec fracas de l’armée. Les circonstances de sa démission sont relatées dans le tome 3 des Annales algériennes :
« Pendant que cette affaire se débattait, Abd el-Kader réclama de M. de Salles une négresse et son fils, la première affranchie, et l’autre esclave de son secrétaire. Ces deux malheureux s’étaient réfugiés depuis quelques mois à Alger, où ils vivaient honnêtement de leur travail. Ils avaient déjà été réclamés par lettres, et M. le maréchal (Valée) avait prescrit au directeur des affaires arabes (Pellissier) d’arranger cette affaire avec justice et convenance d’après la loi. D’après cette décision, le directeur des affaires arabes, considérant qu’un des principes les plus sacrés que nous aient légués nos pères, est que la terre de France rend libre tout esclave qui la touche ; qu’Alger est France ; que, dans tous les cas, la question d’état devait être discutée, et qu’elle ne pouvait être tranchée par la simple assertion du réclamant, d’autant moins que la négresse se disait affranchie, décida que ni elle ni son fils ne seraient rendus, après avoir pris, pour plus grande assurance, l’avis de M. Chaix, procureur général. L’affaire en était là lorsque l’émir en parla à M. de Salles, qui transmit aussitôt de Boukhorchfa la nouvelle demande d’extradition au maréchal. Cette fois, elle fut accueillie, M. le maréchal pensant sans doute que cet acte de complaisance rendrait Abd-el-Kader plus accommodant. Les nègres furent arrêtés et le directeur des affaires arabes reçut l’ordre de les faire conduire par des gendarmes indigènes jusqu’aux frontières où la remise en fut faite à un détachement d’Hadjoutes. Ces misérables au moment de quitter Alger, se roulèrent dans la poussière, en suppliant qu’on les pendit sur place, sans les envoyer chercher la mort si loin. Le directeur des affaires arabes dut, comme militaire, exécuter les ordres qui lui avaient été donnés, mais l’obéissance lui parut dans cette circonstance si pénible, qu’il se démit immédiatement de son emploi, protestant ainsi, autant qu’il était en lui, contre un des actes les moins honorables qui se soient accomplis en Algérie. Tel fut tout le fruit de la mission de M. de Salles auprès d’Abd-el-Kader. On s’en occupa à la chambre des députés. Le ministre de la guerre, interpellé à ce sujet, annonça que le gouverneur général avait été blâmé, et que pareille chose ne se renouvellerait plus. Mais le directeur des affaires arabes, dont la conduite fut louée, n’en avait pas moins perdu sa position. ». Hadjoute Pellissier - son fils - rapporte que le maréchal Valée refusera par trois fois cette démission, puis sera obligé de céder devant l’intransigeance de Pellissier de Reynaud.
Après cela, Pellissier reste en Algérie, étant affecté à la Commission pour l'Exploration Scientifique de l'Algérie qu'il quitte en 1842 pour entrer dans le corps consulaire.

### Le corps diplomatique (1842-1858)
Sur la recommandation du maréchal Soult, il entre aux affaires étrangères et est nommé successivement consul à Mogador (1842), poste qu’il lui est impossible d’occuper, à Sousse (1842-48), à Janina et à Malte (deux postes qu’il n’occupera pas), à Palerme (1848-49), à Tripoli en Libye (1849-52) et à Bagdad (1853-54).
Il est chargé par le Gouvernement d'écrire L'Histoire de la Diplomatie française dans le Levant et en Barbarie de 1792 à 1848, ouvrage qu'il termine en 1857 ; la même année il est nommé Commissaire de l'Empereur chargé de délimiter la frontière russo-turque.
Rentré en France après avoir achevé sa mission, Pellissier de Reynaud meurt le 16 mai 1858 des suites d'une maladie contractée au bord de la Mer Noire.
Il est commandeur de la Légion d'Honneur.

## Le «fusionnaire»: Pellissier de Reynaud et l'Algérie
Pellissier a un point de vue original sur les problèmes liés à la présence française en Algérie.
Il parle l’arabe et occupe des fonctions qui le placent dans des positions-clés pour connaître de la politique de la France envers l’Algérie. Il est remarquablement cultivé et curieux d’esprit, mais également fort critique et les portraits qu’il dresse de certains de ses contemporains ne lui vaudront pas que des amis. Durant toute sa période algérienne, celle qui donne le jour à sa première édition des Annales algériennes, Pellissier apparaît comme un saint-simonien avant la lettre. Dans une mesure certaine, il est beaucoup plus saint-simonien que d’autres qui écriront également sur l’Algérie comme le Père Enfantin. Pellissier est intéressé par la population algérienne qu’il ne considère ni avec mépris ni avec morgue propres. S’il considère l’apport d’une population européenne comme nécessaire au maintien de la présence française en Algérie, il demande un encadrement et un contrôle sévères de cette population, en particulier en ce qui concerne l’attribution des terres et les investissements économiques. Pellissier se définit lui-même comme un « fusionnaire », soit la France parvient à promouvoir une politique de fusion (et non pas d’assimilation) des populations algériennes et européennes en Algérie, soit il est préférable de quitter le territoire algérien : 
« Je ne sais si je m’abuse, mais plus je me pénètre des enseignements du passé, plus je consulte les documents du présent, les faits de l’actualité, plus enfin je combine les probabilités de l’avenir, et plus mon esprit est inondé de la conviction de la possibilité d’une fusion entre nous et les Arabes. Mais si j’étais séduit par de nombreuses illusions, si ma patrie plus avisée la considérait comme impossible, et que d’après cela elle ne fit rien pour l’amener, elle devrait abandonner l’Afrique, qui dans ce cas ne serait jamais pour nous qu’un incommode fardeau. Car, si l’on suppose aux Arabes trop d’aversion pour les Français pour qu’aucun rapprochement moral puisse s’opérer entre les deux peuples, il est clair que, braves comme ils le sont, ils se refuseront à reconnaître pour maîtres ceux dont ils n’auront pas voulu pour frères… Le système de fusion est donc le seul applicable ; s’il est impossible, il faut s’en aller, et le plus tôt sera le mieux. » (Annales Algériennes, t. 3, p. 445 - 446).
Ce côté visionnaire de Pellissier de Reynaud s’estompe dans sa seconde édition (1854). Celle-ci a été remaniée et complétée alors que Pellissier n’est plus en Algérie. En outre, durant les années 1830-39, la France hésite sur la politique à tenir vis-à-vis de l’Algérie, elle oscille entre l’abandon et l’occupation restreinte de sa conquête. À partir de 1842 c’est l’occupation totale qui devient la ligne de conduite gouvernementale et Pellissier, qui a été un partisan de l’occupation totale, prône une politique beaucoup plus autoritaire, tout en défendant les droits des Algériens.

## L’œuvre de Pellissier de Reynaud.

### Les Annales algériennes
L’œuvre maîtresse de Pellissier connaîtra deux éditions.  La première sort en 1836 (tome 1 et 2) et 1839 (tome 3), la seconde en 1854.
Pellissier décrit fort bien ce qu’il souhaite entreprendre dans la préface à sa seconde édition :
« Lorsque je commençai, en 1836, la publication des Annales Algériennes, mon intention était d’en faire une sorte de revue annuelle ou bisannuelle, divisée en deux parties, l’une purement historique, l’autre composée d’articles et documents détachés relatifs aux questions pendantes à l’apparition de chaque volume. L’ouvrage se poursuivit sous cette forme jusqu’en 1839. Mais des circonstances sans intérêt (il s’agit vraisemblablement de sa démission) pour le lecteur et que, par conséquent, je dois passer sous silence, m’ayant depuis empêché de continuer cette publication, je me bornai, dans les années suivantes, à faire provision de matériaux, afin d’être en mesure de la reprendre plus tard. »
C’est une sorte de Revue de l’Algérie – dans laquelle seront passés en revue les événements marquants ainsi que les mesures législatives, administratives et économiques – que Pellissier souhaite créer. Du reste, les promoteurs de l’éphémère Revue Africaine (1836-1838) lui proposeront de mettre cette revue à sa disposition pour assurer la continuation des deux premiers volumes (parus en 1836) de sa première édition. De fait, la première édition de Pellissier obéit à ce programme. Les trois volumes comportent deux parties, la première retrace les principaux événements qui marquent la conquête de l’Algérie de 1830 à 1838 ; la seconde regroupe des analyses, des documents et des mémoires concernant aussi bien les divers types de colonisation, la question de la propriété foncière en Algérie, la religion et les mœurs des Algériens que des notices biographiques. Nombre de ces écrits sont rédigés par Pellissier lui-même. Il aurait été concevable que les trois volumes publiés en 1854 constituassent le prolongement, la suite des trois premiers. Telle n’est pas la solution adoptée par Pellissier : « Pendant ce temps, la première édition s’est épuisée, de sorte que depuis plusieurs années elle n’est plus dans le commerce. Dans cet état de choses, au lieu d’ajouter un ou deux volumes à cette première publication, je me suis déterminé pour une nouvelle édition des Annales Algériennes, en les continuant jusqu’à la chute d’Abd-el-Kader. J’en ai supprimé la seconde partie qui, composée principalement de pièces n’ayant qu’un intérêt temporaire, relatif à la polémique du moment, serait sans importance dans celui-ci. Seulement j’ai mis à la suite des Annales qui s’arrêtent en 1847, un appendice qui mettra parfaitement le lecteur au courant des affaires de l’Algérie, depuis la chute du célèbre Émir, et lui en fera connaître la situation en 1854. Cet appendice contient en outre trois mémoires sur les mœurs, les institutions sociales, la religion des habitants du nord de l’Afrique, et sur les causes qui firent disparaître le Christianisme de cette contrée. » (Avant-propos à la seconde édition). Il est à noter qu’en certains passages Pellissier remanie profondément le texte de la première édition, soit pour tenir compte d’éléments nouveaux d’information, soit pour adoucir le trait de certaines critiques particulièrement acerbes, soit, encore, pour ajouter de nouvelles critiques !
L’ouvrage de Pellissier, Les Annales algériennes, est donc incontournable pour toute personne qui veut connaître des origines de la colonisation de l’Algérie par la France, et, de fait, il a été largement utilisé, voire pillé par les divers auteurs. Mais il est un aspect de l’œuvre de Pellissier qui n’a été que très imparfaitement mis en lumière. Les Annales Algériennes sont une mine de renseignements tant sur le plan onomastique que sur celui de la toponymie. Pellissier décrit les diverses régions de l’Algérie de la première moitié du XIXe siècle, il en dénombre les localités, il énumère les diverses tribus et fournit des indications irremplaçables sur les divers personnages. Tout ce matériau n’a guère été exploité ; cela tient d’une part à l’absence d’index et également au fait que Pellissier a dicté son texte et l’a relu de manière superficielle, d’où une orthographe très fantaisiste et fluctuante des patronymes.
Pélissier de Raynaud était un de ceux qui ont le plus aimé l'Algérie et qui ont rêvé pour elle le plus éclatant avenir. Ainsi il écrit notamment : « En vivant au milieu des Arabes, sur le pied de l'égalité, en les admettant dans l'intérieur de nos familles et en pénétrant chez eux, en leur faisant partager enfin nos travaux et nos plaisirs, nous amènerions bientôt cette fusion désirable. »  Mais il faisait aussitôt cette constatation : « Le plus grand obstacle à la fusion viendrait peut-être des Européens. L'expérience prouve malheureusement que ceux d'entre eux qui s'établissent dans les colonies ont plus de préventions contre les Indigènes que les gouvernements même les moins éclairés, nous  en avons eu de tristes exemples. Cela tient à ce que la plupart, sortant d'une position pareille, sont avides, en arrivant dans un pays nouveau, d'avoir, à leur tour, quelqu'un au-dessous d'eux. Ils sont, en outre, peu éclairés généralement et se sentent de l'énergie. Or rien n'a plus d'orgueil que l'ignorance aventureuse. Il faudrait donc mettre autant de soins à éclairer les Européens que les Indigènes eux-mêmes, leur faire comprendre que la fusion est autant dans leur intérêt que dans celui des na turels et n'admettre dans les emplois publics que ceux d'entre eux qui auraient secoué bien franchement les préjugés de race. »

### Autres ouvrages
Pellissier a publié de nombreux articles dans diverses revues, comme La Revue des Deux Mondes ou le Producteur, la revue des Saint-Simoniens.
Il contribue au 6e volume de l’Exploration scientifique par une série de mémoires (1844). Il publie (avec M. Rémusat) la traduction de l’Histoire de Tunis de El-Kerouani, en 1845 ; il est l’auteur de : Quelques mots sur la colonisation militaire en Algérie, Paris 1847 ; enfin il publie, en 1853, sa Description de la régence de Tunis, ouvrage réédité en 1980 aux éditions Bouslama.
La Direction des archives du ministère des Affaires étrangères et européennes conserve en outre deux manuscrits d'Edmond Pellissier de Raynaud, extraits des minutes de son travail sur L'Histoire de la diplomatie française en Orient de 1792 à 1848 :
- Mémoires sur les consulats généraux de France à Tunis et à Alger[5]
- Mémoires historique sur le consulat général de France à Tripoli de Barbarie[6]

Ces deux registres ont été remis par le fils d'Edmond de Pellissier de Reynaud à l'ambassade de France à Constantinople en 1883 et 1884.

## Publications
- Annales algériennes, tome 1 - Nouvelle édition de 1854 lire en ligne sur Gallica
- Annales algériennes, tome 2 - Nouvelle édition de 1854 lire en ligne sur Gallica numérisation défectueuse à partir de la page 91 (en juillet 2010)
- Annales algériennes, tome 3 - Nouvelle édition de 1854 lire en ligne sur Gallica
- Annales algériennes, tome 2 - Nouvelle édition de 1854 Lire en ligne numérisation Google Books, plus complète que Gallica
- Annales algériennes ; avec un appendice contenant le résumé de l'histoire de l'Algérie de 1848 à 1854 et divers mémoires et documents, regroupe les deux éditions de 1836-39 et de 1854, introduction, index, Genève, Slatkine, 3 volumes, 2013  (ISBN 9782051025317).